# متیو روبیل
متیو روبِیل (انگلیسی: Mathieu Robail؛ زادهٔ ۲ ژوئن ۱۹۸۵) یک بازیکن فوتبال اهل فرانسه است.
از باشگاه‌هایی که در آن بازی کرده‌است می‌توان به باستیا و لیل اشاره کرد.